# Anna Freud
Anna Freud (Bécs, 1895. december 3. – London, 1982. október 9.) Sigmund és Martha Freud hatodik, utolsó gyermeke. Követte apja útját, és hozzájárult az újonnan megszületett tudományterülethez, a pszichoanalízishez. Melanie Klein mellett őt tekintik a pszichoanalitikus gyermekpszichológia megalapítójának.: mint ahogy az apja mondta, a gyermekanalízis „erőteljes lendületet kapott Frau Melanie Klein és a lányom, Anna Freud munkássága nyomán”. Apjával összehasonlítva munkássága hangsúlyozta az ego fontosságát, és azon képességét, hogy szociálisan fejleszthető.

## Életrajza

### A bécsi évek
Úgy tűnik, hogy Anna Freudnak viszonylag boldogtalan gyermekkora volt, mely során soha nem került közelebbi vagy kellemesebb kapcsolatba az anyjával, és valójában a katolikus dajkájuk, Josephine nevelte fel. Nem jött ki jól a testvéreivel sem, főleg Sophie Freuddal (csakúgy, mint unokatestvérével, Sonja Trierweilerrel, aki “rossz hatással volt rá”). Testvére, Sophie sokkal vonzóbb gyermek volt nála, és ez fenyegetést jelentett számára az apja figyelméért vívott harcban: a két fiatal Freud kialakította a saját territóriumát: “szépség” és “ész”, ahogy az apjuk egyszer Anna ősrégi Sophie iránti féltékenységéről említést tett.
A két testvér közötti rivalizálás mellett Annának más problémái is voltak gyermekkora során – egy kissé zaklatott fiatal volt aki őszinte levelekben panaszkodott az apjának, hogy mindenféle észszerűtlen gondolatok és érzelmek gyötörték. Általánosságban véve úgy tűnik, hogy Anna versenyképes volt a testvéreivel. Többször elküldték egészségfarmokra alapos pihenésre, jótékony sétákra, azért, hogy felszedjen néhány plusz kilót, az amúgy vékony alkatú lány. Talán ő is depresszióban szenvedhetett, ami táplálkozási rendellenességeket okozhatott nála. Anna és az apja közötti kapcsolat más volt, mint a család többi tagja közötti, ők ketten nagyon közel álltak egymáshoz. Anna élénk, vidám gyermek volt, hírhedt bajkeverő. 1899-ben Freud így írt barátjának, Wilhelm Fliessnek: ‘Anna egyenesen megszépült a rosszaság által’. Freud sokkal többször utal Annára naplóiban, mint a család bármely más tagjára.
Később Anna Freud azt mondta, hogy nem sokat tanult az iskolában; helyette az apjától és az otthonukba érkező vendégektől tanult. Így tanult meg héberül, németül, angolul, franciául és olaszul. 15 éves korában kezdte el olvasni apja munkáját: az álom, amit 19 hónapos korában látott… megjelent Freud Álomfejtés (The Interpretation of Dreams) című könyvében, szakértők megfigyelték, ahogyan a kis Anna csak tiltott dolgokról hallucinál. Anna 1912-ben fejezte be tanulmányait Bécsben a Cottage Lyceum-ban. Elég bizonytalan volt azt illetően, hogy mivel szeretne foglalkozni a jövőben. Ezt követően Olaszországba ment a nagyanyjához. 1914-ben egyedül utazott Angliába, hogy fejlessze nyelvtudását, de az érkezését követően rövid időn belül el kellett hagynia az országot, mert megérkezett a hadüzenet.
1914-ben átment a vizsgán, így gyakornok lett régi iskolájában, a Cottage Lyceumban. 1915 és 1917 között gyakornok volt, majd 1917 és 1920 között már tanárként dolgozott. Végül tuberkulózis miatt otthagyta a tanári pályát.
Anna Freud aktívan részt vett apja pszichoanalitikus munkájában, és 1922-ben tagja lett a Bécsi Pszichoanalitikus Társaságnak (Vienna Psychoanalytical Society). 1923-ban megkezdte saját pszichoanalitikus terápiáját gyermekekkel. Két évvel később a bécsi Psychoanalytic Training Institute-ban tanított és a gyermekanalízis technikájának kidolgozása volt a célja. 1925 és 1934 között ő volt a titkára az International Psychoanalytical Associationnek, vagyis a Nemzetközi Pszichoanalitikus Egyesületnek. Közben folytatta a gyermekanalízist és továbbra is szemináriumokat és konferenciákat tartott a témában. 1935-ben az igazgatója lett a bécsi Psychoanalytical Training Institute-nek, és a következő években publikálta befolyásos tanulmányát: The Ego and the Mechanisms of Defence („Az én és az elhárító mechanizmusok”). Ez a tanulmány hozta meg számára az ismertséget, a hírnevet.

### A londoni évek
1938-ban Freudnak menekülnie kellett Ausztriából a nácik fokozódó bécsi zsidózaklatásai miatt, az Anschluss (Németországgal való egyesülés) következtében. Freudnak súlyosan romlott az állapota az állkapocsrák miatt, ezért Annának kellett megszerveznie a család emigrálását Londonba. Londonban folytatta a munkáját és ápolta az apját, aki 1939 őszén hunyt el. Amikor Anna megérkezett Londonba, konfliktusba keveredett Melanie Kleinnel a gyermekek fejlődésére vonatkozó elméletek kapcsán, és ez egy nagy nyilvános vitában végződött (the Controversial discussion), ahol a klasszikus Freud-i analízist Anna Freud képviselte Melanie Kleinnel szemben.
A háború lehetőséget adott Anna Freudnak, hogy megfigyelje, milyen hatással van a szülői gondoskodás hiánya a gyermekekre. Létrehozott egy központot a háború fiatal áldozatainak, amit "The Hampstead War Nursery"-nek hívott. Itt a gyermekek nevelőszülőkhöz kerültek, de a biológiai anyákat is arra ösztönözték, hogy látogassák gyermekeiket minél gyakrabban. Az alapötlet az volt, hogy megadja a gyermekeknek a lehetőséget arra, hogy kialakulhasson a kötődés a folytonosságot biztosító kapcsolatok révén. Ez folytatódott a háború után is a Bulldogs Bank Home-ban, mely egy árvaház volt, amit Freud kollégái működtettek, hogy gondját viseljék olyan gyermekeknek, akik túlélték a koncentrációs táborokat. Ezen megfigyelések alapján Anna régi barátjával, Dorothy Burlingham-Tiffanyval számos tanulmányt tett közzé, melyek a stressz gyermekekre gyakorolt hatásáról szóltak, illetve arról a képességről, hogy a gyermekek hogyan találnak úgymond „helyettesítő” érzelmekre társaik között, ha már a szüleik nem tudták ezt megadni nekik.
1947-ben Freud és Kate Friedlaender megalapították a Hampstead-i gyermekterápiás kurzusokat (Hampstead Child Therapy Course). Öt évvel később egy gyermekklinikát is létrehoztak, ahol a Freud által elképzelt fejlődési elmélet szerint dolgoztak. Emellett Freud elkezdett gyermekpszichológiával kapcsolatos előadásokat tartani: ebben a témában mentorai között tartjuk számon Siegfried Bernfeld-et és August Aichornt, akik már rendelkeztek gyakorlattal a gyermekekkel való foglalkozásban.
Az 1950-es évektől kezdve egészen élete végéig Freud rendszeresen kiutazott az Egyesült Államokba előadásokat tartani, tanítani és meglátogatni a barátait. A Yale Law Schoolban tartott szemináriumokat a családon belüli erőszakról. Ez pedig Joseph Goldsteinnel és Albert Solnittal való együttműködéshez vezetett, melynek gyümölcse a Beyond the Best Interests of the Child (1973) című tanulmány lett.
Freud 1982. október 9-én halt meg Londonban. A Golders Green Krematóriumban hamvasztották el. Hamvait egy márvány talapzatra helyezték el, a szülei hamvait tartalmazó ókori görög urna mellett. Anna legjobb barátja, Dorothy Burlingham és a család több tagja is itt pihen.
Egy évvel Anna Freud halála után jelent meg egy kiadvány, mely összegyűjtötte az addig megjelent munkáit. Úgy említik, mint „szenvedélyes és inspiráló tanárt”.
1984-ben a Hampstead Klinikát átnevezték Anna Freud Központra. Továbbá 1986-ban Londonban, mely 40 éven keresztül az otthona volt, ahogy Anna szerette volna, létrejött a Freud Múzeum, amit az apjának és a pszichoanalitikus társadalomnak ajánlottak.

### Magánélete
Bár 1982-es haláláig Anna Freud tagadta a vádakat, de valószínűleg leszbikus volt.[forrás?] Évekig élt együtt közeli barátjával, Dorothy Burlinghammel, azonban az nem tisztázott, hogy szexuális kapcsolatban álltak-e egymással.

## Munkássága és hatása a pszichoanalízisre
1927-ben, első könyvében az An Introduction to the Technique of Child Analysis-ben kifejtette álláspontját a gyermekek fejlődéséről, melyek szemben álltak Melanie Klein elképzeléseivel. Ő eltért a fejlődési ütemtervtől, amit Freud és analitikus lánya a legvalószínűbbnek talált. Anna Freud hitt abban, hogy a gyermekanalízisben más szerepet játszik az indulatáttétel és az analitikus nem csak “képviseli az anyát”, de ő egy második anya a gyermek életében.
1936-ban jelent meg következő műve, egy klasszikus tanulmány az elhárító mechanizmusokról, melyben saját klinikai tapasztalataira hívja fel a figyelmet. Ugyanakkor apja írásaira is támaszkodott és őt említi elsődleges forrásként. Könyvében katalogizálta a regressziót, az elnyomást, a reakcióképzést, az izolációt, a projekciót, az introjekciót, a szublimációt stb., melyek segítettek megmutatni az ego funkcióinak fontosságát, és emellett az elhárító mechanizmusok koncepciójába tartoznak. Apja utolsó évtizedeiben azt mondta, hogy „Többet kellene megtudnunk az egóról”.
Különös figyelmet szenteltek benne a későbbi gyermekkori és serdülőkori fejlődésekre – Mindig is jobban vonzott a lappangási szakasz, mint a pre-Ödipális -. Azt hangsúlyozta, hogy „a fokozott szellemi, tudományos és filozófiai érdekek ebben az időszakban kísérletek arra, hogy felülkerekedjenek egy problémán”. Anna Freud határozottan kijelentette, hogy a problémát egy fiziológiai érettség okozza. „Agresszív impulzusok csak fokozzák, és az éhségből falánkság lesz… A reakcióképzések, melyek komoly hatást gyakoroltak az ego struktúrájára, azok annak szétesésével fenyegettek.
Selma Fraiberg 1959-ben így tiszteleg előtte: „Anna Freud írásai az ego pszichológiájáról és tanulmányai a kisgyermekkori fejlődésekről megvilágították a gyermekek világát a legkülönbözőbb szakmában dolgozók számára, nekem pedig egy bevezetés és a legértékesebb útmutató volt”.
Vitathatóan ugyan, de valószínűleg londoni évei alatt Anna Freud a legkiválóbb pszichoanalitikus lapoknak írt, köztük az About Losing and Being Lost, „amit mindenkinek olvasnia kéne függetlenül attól, hogy érdekli-e a pszichoanalízis vagy sem”. Egyik írása, mely valószínűleg tükrözi saját gyászát a közelmúltban elvesztett apja miatt, is itt jelent meg.
Összpontosítva az ezt követő, gyermekekkel kapcsolatos megfigyelésein, vizsgálatain, Anna Freud létrehozott egy kiemelkedő gyermekanalitikusokból álló csoportot (melynek tagja volt Erik H. Erikson, Edith Jacobson és Margaret Mahler) akik észrevették, hogy a gyermekek tünetei hasonlóak a személyiségzavarban szenvedő felnőttekéhez. A könyv (Normality and Pathology in Childhood, 1965) összefoglalta a fejlődési vonalakról szóló elméletét. Ezeken a forradalmi eszméken keresztül Anna ellátott minket egy átfogó fejlődési elmélettel.
Ennek ellenére alapvető hűsége apja munkája iránt sértetlen maradt. Egyszer azt mondta, hogy „ő apja örökségének védelmére szentelte fel az életét”. Lacan szerint „Anna Freud a vízvezetéke a pszichoanalízisnek. A vízvezeték nem tesz ki egy egész épületet, de lehetővé teszi számunkra, hogy felmérjünk bizonyos problémákat”. Apja örökségének megőrzésével pedig valóban úgy szolgált, mint egy élő mérce.

## Megjelent művei
- Freud, Anna (1966–1980). The Writings of Anna Freud: 8 Volumes. New York: Indiana University of Pennsylvania (Ezek a kötetek tartalmazzák Freud összes írását)
  - Vol. 1. Introduction to Psychoanalysis: Lectures for Child Analysts and Teachers (1922–1935)
  - Vol. 2. Ego and the Mechanisms of Defense (1936); (Revised edition: 1966 (US), 1968 (UK))
  - Vol. 3. Infants Without Families Reports on the Hampstead Nurseries by Anna Freud
  - Vol. 4. Indications for Child Analysis and Other Papers (1945–1956)
  - Vol. 5. Research at the Hampstead Child-Therapy Clinic and Other Papers: (1956–1965)
  - Vol. 6. Normality and Pathology in Childhood: Assessments of Development (1965)
  - Vol. 7. Problems of Psychoanalytic Training, Diagnosis, and the Technique of Therapy (1966–1970)
  - Vol. 8. Psychoanalytic Psychology of Normal Development

Freud Sophie Dann-nel együttműködve:
- An Experiment in Group Upbringing, in: The Psychoanalytic Study of the Child, VI, 1951.[30] Hat hároméves, koncentrációs tábort megjárt gyermekekből álló csoportot figyeltek meg. Elsősorban az előforduló csoportos viselkedéseket, a pszichés zavarokat és az adaptációt. (Az információ Erna Furman életrajzából származik).[forrás?]

### Magyarul
- Normalitás és patológia a gyermekkorban; Animula, Bp., 1995
- Az én és az elhárító mechanizmusok; ford. Horgász Csaba; Párbeszéd, Bp., 1995 (Párbeszéd könyvek)
- Megfigyelések a kisgyermeki fejlődésről. Válogatás; ford., szerk. Biró Sándor; Animula, Bp., 2015 (A pszichoterápia klasszikusai)

## Fordítás
- Ez a szócikk részben vagy egészben  az   Anna Freud című angol Wikipédia-szócikk ezen változatának fordításán alapul.  Az eredeti cikk szerkesztőit annak laptörténete sorolja fel. Ez a jelzés csupán a megfogalmazás eredetét és a szerzői jogokat jelzi, nem szolgál a cikkben szereplő információk forrásmegjelöléseként.